# Déesse masquée
La Déesse masquée (仮面の女神, Kamen no Megami) est une figurine en argile, dogū (土偶), datée de la période Jōmon récente (vers 2000 - 1000 av. J.-C.),. À la différence des autres dogū le visage est figuré par une surface plate, un triangle sur une pointe, et la ligne qui court à l'arrière de la tête, fait penser à une corde pour mettre/fixer ce qui pourrait être un masque

## Origine
La figurine a été découverte en 2000 sur le site de Nakappara, à Chino, dans la préfecture de Nagano, au Japon.

## Conservation
La figurine est exposée au Musée d'archéologie Jōmon de Togariishi (en), implanté à proximité du site archéologique. Avec le Dogū creux (en) de Hokkaidō, le Dogū aux paumes serrées (en) de la préfecture d'Aomori, la Déesse Jōmon (ja) de la préfecture de Yamagata et la Vénus de Jōmon, également mise au jour à Chino, elle fait partie des cinq dogū désignés trésors nationaux du Japon.